# Спенсер, Энн Кристин
Энн Кристин «Энни» Спенсер CBE (англ. Anne Christine «Annie» Spencer; 15 декабря 1938, Йоркшир — 15 июля 2012) — последний командант Женской вспомогательной службы ВМС Великобритании (с 1991 по 1993 годы).

## Биография
Родилась в Йоркшире в 1938 году. Обучалась в Ньюлендской школе для девочек и Йоркширском колледже домоводства. В 1959 году, после окончания колледжа была вовлечена в руководство школьными столовыми графства. Изучала итальянский язык и предоставляла резюме в BOAC на должность стюардессы, но не прошла собеседование.
Спенсер служила в британском флоте, 1 октября 1986 была произведена в суперинтенданты (капитаны ВМС). С 1986 по 1989 годы была директором Институтов флота, армии и авиации Великобритании, с 1991 по 1993 годы — командантом Женской вспомогательной службы ВМС. 13 марта 1991 назначена личным адъютантом королевы Елизаветы II. 15 декабря 1993 уволилась из флота. 1 января 1994 произведена в командоры Ордена Британской империи.
Скончалась в 2012 году. Не была замужем, детей не было.